# Митко Аргиров
Митко Аргиров (роден на 5 ноември 1959 г.) е бивш български футболист, който се изявява като крило и нападател през 70-те и 80-те години на ХХ век. Играл е за Ботев (Пловдив), Етър (Велико Търново), кипърският Етникос (Ахна) и Локомотив (Пловдив). Има общо 286 мача и 95 гола в А група.

## Биография
Аргиров започва кариерата си в Ботев (Пловдив). Дебютира за първия отбор на 17-годишна възраст през 1976/77, като по време на сезона изиграва 11 мача и бележи 3 гола. Вкарва първото си попадение в А група при равенство 1:1 като гост срещу Академик (Свищов) през февруари 1977 г. Извоюва си мястото на основен футболист в състава през сезон 1978/79. Общо за Ботев изиграва 144 мача и бележи 38 гола в А група. С отбора печели националната купа през 1980/81, като именно той бележи победния гол във финала срещу Пирин (Благоевград) на 5 май 1981 г.
На 24-годишна възраст Аргиров преминава в Етър (Велико Търново). За „виолетовите“ демонстрира още по-голяма резултатност, като бележи 57 гола в 126 мача от А група. Най-успешният му индивидуален сезон е 1985/86, когато вкарва 20 попадения и се нарежда на 3-то място в голмайсторската листа.
През 1987 г. заиграва в кипърския Етникос (Ахна), където прекарва два сезона. След това играе за кратко в Локомотив (Пловдив) и завършва кариерата си в родния Ботев.

## Успехи
Ботев (Пловдив)
- Национална купа:
  -  Носител: 1980/81